# Tawny Kitaen

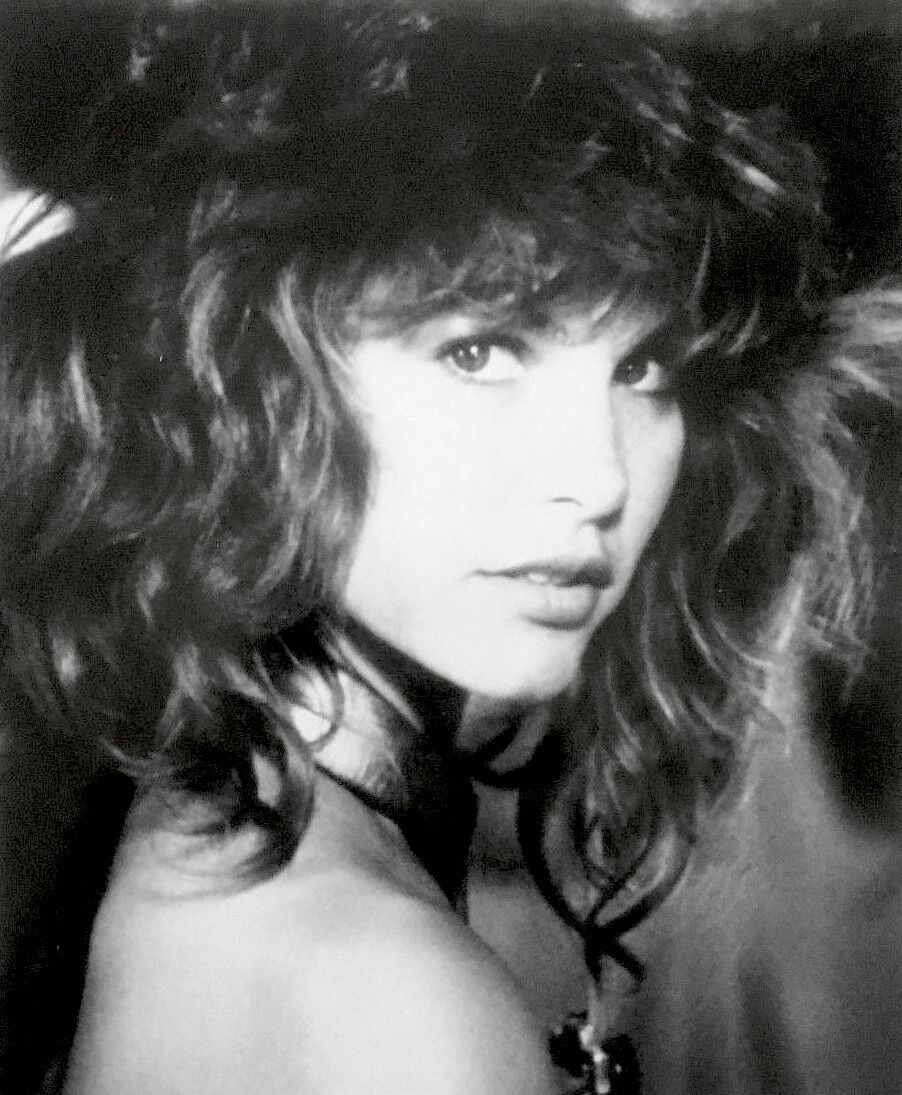
Tawny Kitaen, in der Hauptrolle als Gwendoline, 1984

Julie „Tawny“ Kitaen (* 5. August 1961 in San Diego, Kalifornien; † 7. Mai 2021 in Newport Beach, Kalifornien) war eine US-amerikanische Schauspielerin.

## Leben
Julie Kitaens Eltern waren Terry Kitaen, der als Angestellter in einem Unternehmen für Neonreklamen tätig war, und Linda Taylor Kitaen, eine Hausfrau und ehemalige Schönheitskönigin. Im Alter von 12 Jahren begann Julie aus eigenem Antrieb den Namen Tawny (Englisch „gelbbraun“) zu nutzen. Kitaen besuchte die Pacific Beach Junior High und Mission Bay High School in San Diego, erhielt jedoch keinen Abschluss. Gemeinsam mit ihrem Freund, dem Gitarristen Robbin Crosby, zog sie 1981 nach Los Angeles. Die Beziehung bestand dort noch eine Weile, bevor sich das Paar trennte. Tawny Kitaen starb am 7. Mai 2021 im Alter von 59 Jahren an dilatativer Kardiomyopathie, einer krankhaften Erweiterung des Herzmuskels.

### Karriere
Kitaen begann ihre Karriere als Modell für Blue Jeans. Ihre Schauspielkarriere begann 1983 mit einer Nebenrolle in einem Fernsehfilm namens Malibu. Kitaen wurde im Jahr 1984 durch die Rolle der Debbie an der Seite von Tom Hanks in dem Spielfilm Bachelor Party bekannt. Ihre bekannteste Rolle ist die der Gwendoline im gleichnamigen französischen Spielfilm des Filmregisseurs und Modefotografen Just Jaeckin aus dem Jahr 1984. Im Jahr 1986 spielte sie die Hauptrolle in Kevin S. Tenneys Horrorfilm Witchboard und im Romantik-Musikfilm Corazón de cristal (Kristallherz), in welchem sie eine Popsängerin spielte. Sie sang im Film „Don’t Touch the Heart“, welches später mit Szenen aus dem Film als Musikvideo erschien.
Im August 1982 stellte sich Kitaen auf Bitten ihres Ex-Freundes Robbin Crosby, der inzwischen bei Ratt spielte, für ein Fotoshooting zur Verfügung, das für die Gestaltung der ersten EP der Gruppe beim Fotografen Neil Zlozower stattfand. Ihre Beine sind in schwarzen Strumpfhosen, roten High Heels, und mit weißen Ratten besetzt abgebildet. Auf dem Cover des Debütalbums der Gruppe, Out of the Cellar, ist Kitaen zu sehen, wie sie sich in einem schwarzen, zerrissenen Kleid auf dem Boden räkelt. Im Musikvideo der Gruppe Back for More steht sie als Mädchen in einem 50er-Jahre-Rock an einer Musikbox. Während ihrer Beziehung zu David Coverdale, dem Leadsänger der Gruppe Whitesnake, hatte Kitaen mehrere Rollen in Musikvideos der Gruppe. Im Musikvideo zu Here I Go Again ist zu sehen, wie sie sich in einem weißen Negligé auf der Motorhaube eines weißen und schwarzen Jaguar räkelt und einen Spagat macht. Weitere Auftritte hatte sie in den Whitesnake-Musikvideos Is This Love und Still of the Night sowie 1989 in den Videos für Fool For Your Loving und The Deeper The Love. Kitaen heiratete David Coverdale 1989, 1991 ließen sie sich scheiden.

### TV
Kitaen konnte die aus ihren Musikvideos resultierende Popularität in mehrere Fernsehverträge umsetzen. Zwischen 1992 und 1994 war sie Co-Moderatorin von Dave Coulier in America’s Funniest People und hatte 1991 bis 1994 regelmäßige Auftritte in der Sitcom The New WKRP in Cincinnati. Kitaen hatte mehrere Gastauftritte in Folgen der Sitcom Seinfeld (1991). In der Folge Der Traum vom großen Geld der Serie Eine schrecklich nette Familie (1994) spielte sie Dominique, das bestbezahlte Unterwäschemodel der Welt. In der Rolle der Deianira trat Kitaen 1994 an der Seite von Kevin Sorbo in drei Hercules TV-Verfilmungen auf und hatte im Anschluss weitere Auftritte in der regulären Fernsehserie Hercules. 1992 bis 1996 synchronisierte sie in der Zeichentrickserie Eek! The Cat die Figur der Annabelle. 1997 heiratete sie den Baseball-Pitcher Chuck Finley. Das Paar hat zwei gemeinsame Kinder Wynter Finley (1993) und Raine Finley (1996); in einer Homestory über Profisportler und ihre Ehefrauen der Sports Illustrated Swimsuit Issue wurden beide 1999 porträtiert.
Kitaen nahm an der im März 2006 gesendeten sechsten Staffel der US Realityshow The Surreal Life auf VH1 teil. In einer Sendung kam es zu einer verbalen Auseinandersetzung mit Florence Henderson, einer Darstellerin aus Drei Mädchen und drei Jungen. Im Finale der Staffel kam es zu dramatischen Szenen, nachdem Kitaen durch einen Telefonanruf erfuhr, dass ihr Verlobter ihren Assistenten Kevin entlassen hatte, da dieser ihr mitteilen wollte, dass ihr Verlobter eine Affäre mit ihrer Managerin habe. Kitaen nahm in der 2. Staffel der Reality-TV-Show Celebrity Rehab with Dr. Drew teil und ließ sich während eines Drogenentzuges begleiten.

## Konflikte mit dem Gesetz
Am 13. Dezember 2001 wurde Kitaen in Newport Beach verhaftet, weil sie das Fahrzeug einer anderen Frau beschädigt haben sollte.
Am 1. April 2002 wurde sie erneut in Newport Beach verhaftet und wegen häuslicher Gewalt und Körperverletzung gegenüber ihrem Ehemann Chuck Finley angeklagt. Finley reichte drei Tage nach dem Vorfall die Scheidung ein.
Kurz darauf gab Kitaen im Rahmen des Prozesses an, eine Abhängigkeit von verschreibungspflichtigen Medikamenten gegen Depressionen und Migräne entwickelt zu haben. Finley erhielt das vorübergehende Sorgerecht für die gemeinsamen Kinder. Aufgrund einer Absprache mit der Staatsanwaltschaft verpflichtete sich Kitaen, sich einer Entziehungskur sowie Kursen im Konflikt- und Aggressionsmanagement zu unterziehen. Weiterhin verpflichtete sie sich, 500 US-Dollar an eine Institution für geschlagene Frauen zu spenden, im Gegenzug wurden zwei Anklagepunkte fallengelassen.
Im November 2006 wurde Kitaen wegen des Besitzes von 15 Gramm Kokain angeklagt. Die Droge wurde in ihrem Anwesen in San Juan Capistrano, Orange County sichergestellt. Nach Angaben der Staatsanwaltschaft waren beide Kinder Kitaens während der Durchsuchung anwesend, Kitaen hatte der Durchsuchung zugestimmt. Im Dezember 2006 begab sich Kitaen in ein sechsmonatiges Rehabilitationprogramm, im Gegenzug wurde die Klage wegen Drogenbesitzes fallengelassen.

## Filmografie
- 1983: Malibu (Fernsehfilm)
- 1984: Gwendoline
- 1984: Bachelor Party
- 1984: Ratt – Back for More (Musikvideo)
- 1985: Kalifornien, ich komme! (California Girls, Fernsehfilm)
- 1986: Crystal Heart
- 1986: Madrid Connection (Instant Justice)
- 1986: Eine total verrückte Formel (Happy Hour)
- 1986: Witchboard – Die Hexenfalle (Witchboard)
- 1986–1987: Capitol (Fernsehserie)
- 1987: Whitesnake – Here I Go Again (Musikvideo)
- 1987: Whitesnake – Is This Love (Musikvideo)
- 1987: Glory Years (Fernsehfilm)
- 1988: Unter Druck (White Hot)
- 1989: California Clan (Santa Barbara, Fernsehserie)
- 1989: Booker (Fernsehserie, eine Folge)
- 1991: They Came from Outer Space (Fernsehserie, eine Folge)
- 1991: Grüße aus dem Jenseits (Shades of LA, Fernsehserie, 2 Folgen)
- 1991: Veronica Clare (Fernsehserie, 2 Folgen)
- 1991: Seinfeld (Fernsehserie, eine Folge)
- 1991–1993: The New WKRP in Cincinnati (Fernsehserie, 37 Folgen)
- 1992–1995: Eek!stravaganza (Fernsehserie, 26 Folgen, Stimme)
- 1993: Drei von ganzem Herzen (Three of Hearts)
- 1994: Eine schrecklich nette Familie (Married … with Children, Fernsehserie, eine Folge)
- 1994: Hercules und der flammende Ring (Hercules and the Circle of Fire, Fernsehfilm)
- 1994: Hercules im Reich der toten Götter (Hercules in the Underworld, Fernsehfilm)
- 1994: Hercules im Labyrinth des Minotaurus (Hercules in the Maze of the Minotaur, Fernsehfilm)
- 1995: Burkes Gesetz (Burke’s Law, Fernsehserie, eine Folge)
- 1995: The Naked Truth (Fernsehserie, eine Folge)
- 1995–1997: Hercules (Hercules: The Legendary Journeys, Fernsehserie, 3 Folgen)
- 1996: Playback – Liebe zu viert (Playback)
- 1996: Dead Tides
- 1999: Beggars and Choosers (Fernsehserie, eine Folge)
- 2002: Happy Hour (Kurzfilm)
- 2009: Tom Cool
- 2011: CSI: Vegas (CSI: Crime Scene Investigation, Fernsehserie, eine Folge)
- 2011: Here We Go Again (Kurzfilm)
- 2012–2013: Life@Large (Fernsehserie, 4 Folgen)
- 2013: Coogan Auto (Fernsehserie, eine Folge)
- 2014: After Midnight
- 2014: LeagueOne: In the Spotlight! (Fernsehserie)
- 2015: Come Simi
- 2017: Moms Anonymous (Fernsehserie, 7 Folgen)

## Belege
1. ↑  ACTRESS TAWNY KITAEN DEAD AT 59
2. 1 2  Steven Pearcy, Sam Benjamin: Sex, Drugs, Ratt & Roll - My Life in Rock, Gallery Books, 2013. ISBN 978-1-4516-9456-7
3. ↑  Hair Metal-Ikone Tawny Kitaen mit 59 Jahren verstorben. Metal Hammer, 21. Oktober 2021, abgerufen am 15. Januar 2022.
4. ↑  imdb.com: Malibu
5. ↑  B-Sides: Don’t Touch Tawny Kitaen's Heart
6. ↑  23. November 2006 'Bachelor Party' actress Tawny Kitaen in cocaine possession row, earthtimes.org (Memento des Originals vom 10. Oktober 2007 im Internet Archive)  Info: Der Archivlink wurde automatisch eingesetzt und noch nicht geprüft. Bitte prüfe Original- und Archivlink gemäß Anleitung und entferne dann diesen Hinweis.
7. ↑  18. Dezember 2006: Tawny Kitaen enters drug rehab for cocaine - Attending rehab to avoid possible three years in prison for drug possession, msnbc.msn.com

| Personendaten    | Personendaten                   |
| ---------------- | ------------------------------- |
| NAME             | Kitaen, Tawny                   |
| ALTERNATIVNAMEN  | Kitaen, Julie                   |
| KURZBESCHREIBUNG | US-amerikanische Schauspielerin |
| GEBURTSDATUM     | 5. August 1961                  |
| GEBURTSORT       | San Diego, Kalifornien          |
| STERBEDATUM      | 7. Mai 2021                     |
| STERBEORT        | Newport Beach, Kalifornien      |